# Stephen Fischer-Galați
Stephen Fischer-Galați (n. 15 aprilie 1924, București – d. 10 martie 2014, Boulder, Colorado) a fost un istoric american originar din România.
Provine dintr-o familie de origine germană venită în Principatul României odată cu cel care avea să devină Regele României, Carol I.
Fischer a plecat în Statele Unite ale Americii (SUA) cu familia sa din România chiar la începutul celui de-Al Doilea Război Mondial.
Și-a luat doctoratul la Universitatea Harvard și a devenit Distinguished Professor la Universitatea Colorado (University of Colorado Boulder). A fost director al Centrului pentru studii slave și est-europene. Din 1967 editează publicația "East European Quarterly".
Între 1951 și 1953 a lucrat la Departamentul de Stat al SUA, iar în vremea administrației Nixon a devenit consultant pentru problemele est-europene al Casei Albe.

## Recunoașterea în România
La propunerea Consiliului Facultății de Istorie și Științe Politice din cadrul Universității „Ovidius” Constanța, Senatul centrului universitar a decis acordarea titlului de doctor honoris causa prof. univ. dr. Stephen Fischer-Galați. Evenimentul a avut loc pe 6 iulie 2009.